# Münchener Musikseminar
Das Münchener Musikseminar – Internationale Musikschule ist eine Musikschule mit internationalen Kontakten und Unterrichtsmethoden im Zentrum der bayerischen Landeshauptstadt (Nähe Sendlinger-Tor-Platz).

## Geschichte
Im Jahr 1967 gründeten Hermine und Walter Krafft das Münchener Musikseminar. Seit diesem Zeitpunkt ist Walter Krafft außerdem der Leiter dieser Schule. Als Managing Director wirkt Jacques Plat.

## Studium und pädagogisches Konzept
In dieser Schule werden alle Altersstufen unterrichtet. Außerdem wird jedem Anspruch entsprochen: Das Niveau der Schüler reicht von Hobbymusikern bis hin zu professionellen Künstlern. Die Schule stellt sich auf die Bedürfnisse jedes Schülers individuell ein, das bedeutet, dass Anfänger ebenso willkommen sind wie Fortgeschrittene. Auf Wunsch erfolgt der Musikunterricht auch in verschiedenen Sprachen, deshalb führt die Schule den zusätzlichen Beinamen „Internationale Musikschule“. Es wird von Interessenten kein Vertrag mit Mindestlaufzeit verlangt. Das Institut hat eine weitere Besonderheit: Es beschränkt sich nicht nur auf den Unterricht der Schüler bis zur Konzertreife, sondern versucht darüber hinaus, den Besten unter ihnen eine Konzertkarriere zu vermitteln.
Das pädagogische Konzept gliedert sich in folgende Stufen:
1. Früherziehung durch spielerisches Heranführen an die Musik; Kinder-Musizierkreise für gemeinsames Musizieren.
2. Hauskonzerte als lebendiges gesellschaftliches Musikerlebnis, hierbei Gewöhnung an Vortragssicherheit und Auftreten.
3. Teilnahme der Schüler an Jugendkonzerten des Musikseminars.
4. Kammermusikabende und öffentliche Solokonzerte auf professionellem Niveau in Form von Veranstaltungen der Schule.
5. Veranstaltung eines internationalen Podiums und von weltweiten Tourneen und Austauschkonzerten.
6. Produktion und Vertrieb von CDs.

Zur allseitigen Förderung des Musiker-Nachwuchses durch musikalische und musiktheoretische Veranstaltungen auf gemeinnütziger Grundlage besteht ein Förderverein Münchener Musikseminar e.V. mit Sitz in München. Dieser unterstützt auch den alljährlichen Kompositions- und Klavierwettbewerb Carl Filtsch im rumänischen  Hermannstadt, welcher im Herbst 1995 von Walter Krafft und Peter Szaunig erstmals veranstaltet wurde.

## Fächer
- Klavier (Dozenten: Walter Krafft, Jacques Plat, Achim Richter, Matthias Schultheiß, Leonhard Westermayr, Nadja Preissler und Cosimo Damiano Lanza)
- Violine (Dozentin: Petra Varlan)
- Violoncello
- Blockflöte
- Querflöte
- Gitarre
- Klarinette
- Saxophon
- Trompete
- Keyboard
- Rock-, Pop- und Jazzpiano
- Gesang (Dozentin: Ulrike Wanetschek)
- musikalische Früherziehung
- Seniorenmusizieren

## Bekannte Absolventen
- Martina und Kristina Bauer, Klavierduo
- Boldizsar Csiky, Pianist, Dozent an der Musikakademie Cluj (Klausenburg) / Rumänien
- Detlev Eisinger, Pianist
- Andreas Haefliger, in Amerika lebender Schweizer Pianist
- Roberto Plano, Pianist
- Brigitte Rockinger, Pianistin
- Gabriele Seidel, Pianistin, Trägerin des internationalen Schubertpreises
- Alexander Untschi, in Wien lebender Konzertpianist
- Paolo Vairo, Pianist und Komponist, Mitbegründer der Konzertreihe Villa Carlotta am Comer See
- Leonhard Westermayr, Pianist, Preisträger beim Wettbewerb Riviera del Conero in Ancona und Ehrenmitglied der Accademia Filarmonica in Bologna.